# Liu Jian (Künstler)

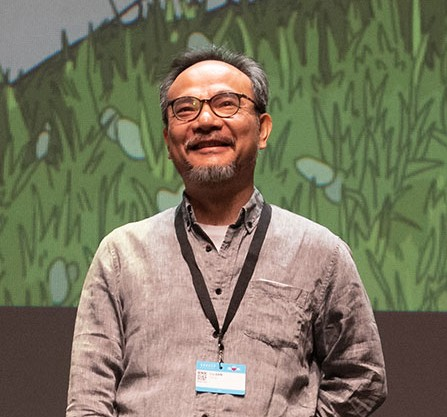
Liu Jian im Juni 2023 beim Festival d’Animation Annecy

Liu Jian (chinesisch 刘健, Pinyin Liú Jiàn; * 1969) ist ein chinesischer Künstler, Animator und Filmregisseur.

## Leben
Liu Jian studierte an der Nanjing University of the Arts chinesische Landschaftsmalerei und machte 1993 seinen Abschluss. Seine künstlerische Arbeit greift verschiedene ästhetische Ansätze mit verschiedenen Medien auf und wurde auf internationalen Ausstellungen präsentiert.
Seit 1995 arbeitet er auch im Bereich Animation, bis er 2007 das Animationsstudio Le-joy gründete. Sein erster Langfilm Piercing I (刺痛我, Citong wo) hatte seine Uraufführung beim Holland Animation Film Festival und wurde auf zahlreichen Filmfestivals ausgezeichnet.
Sein Film Have a Nice Day (好极了, dt. Einen schönen Tag noch) war der einzige chinesische Beitrag, der bei der Berlinale 2017 um den Goldenen Bären konkurrierte. Noch im selben Jahr wurde der Film vom Internationalen Trickfilmfestival in Annecy zurückgezogen.
2018 wurde er in die Academy of Motion Picture Arts and Sciences berufen, die jährlich die Oscars vergibt.
Im Jahr 2023 erhielt Liu für Art College 1994 (2023) erneut eine Einladung in den Wettbewerb der Berlinale.

## Filmografie (Animationsfilme)
- 2010: Citong wo (Piercing I)
- 2017: Have a Nice Day (Hao ji le)
- 2023: Art College 1994